# Kathedrale von Chambéry

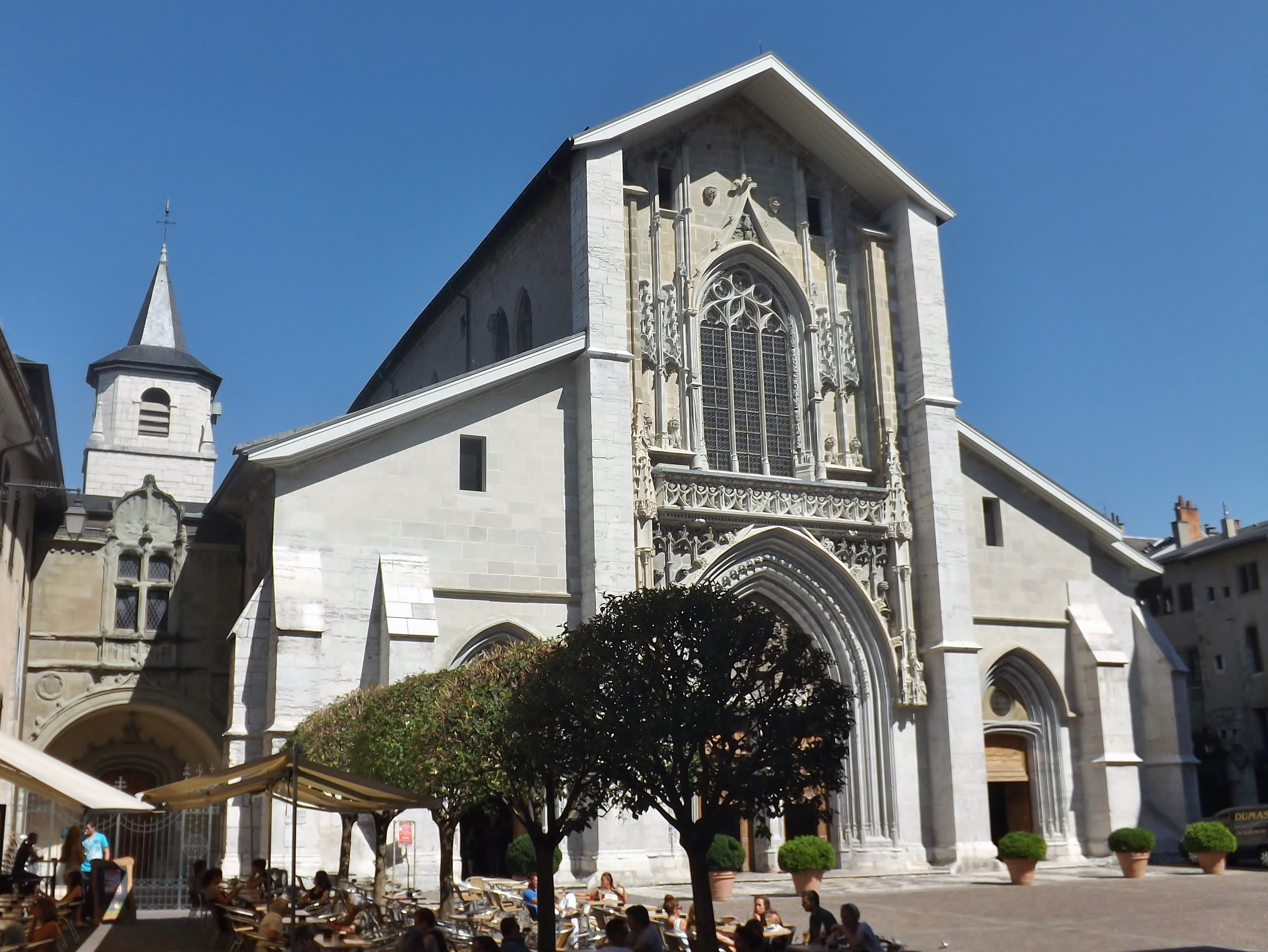
Fassade

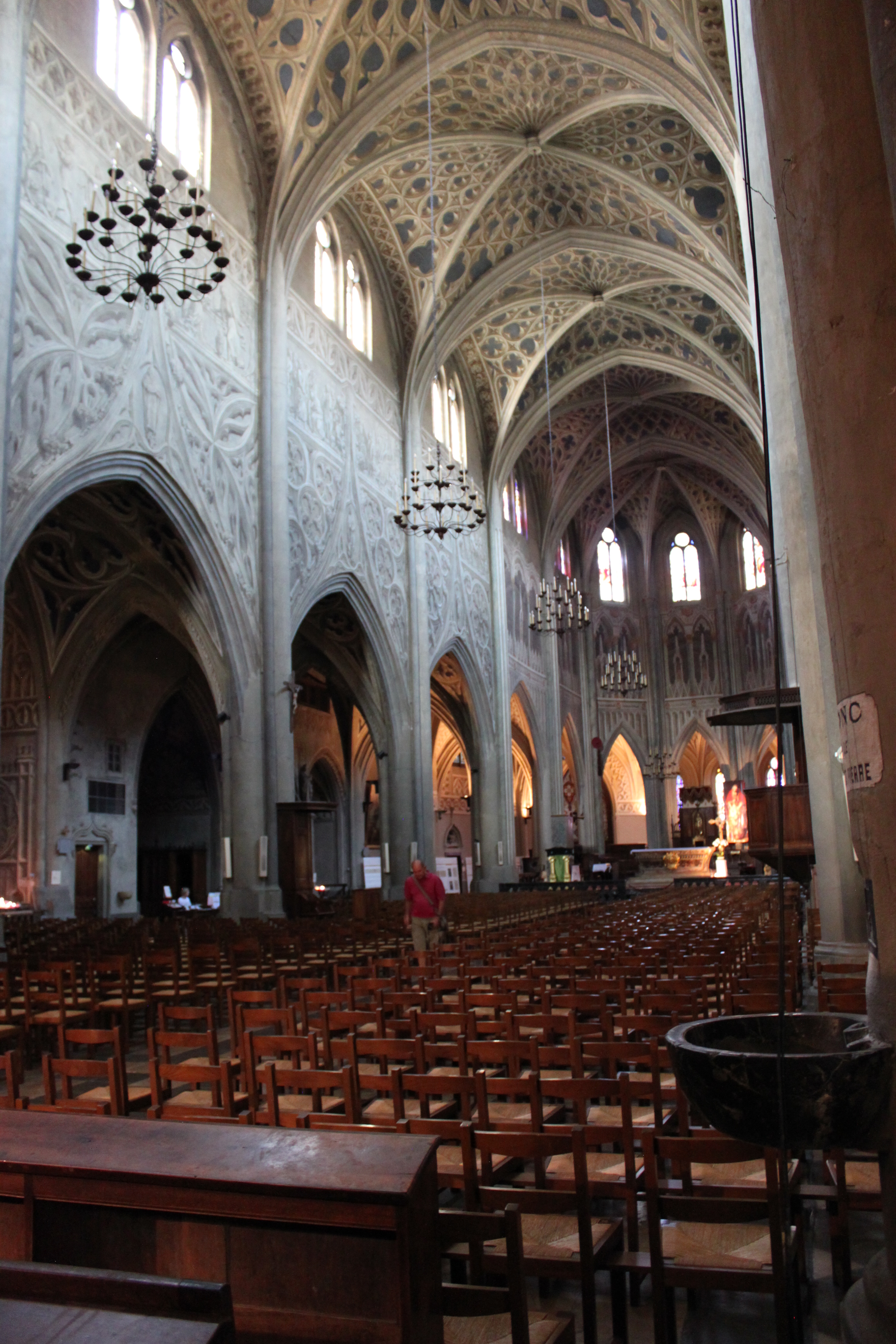
Innenraum

Kathedrale von Chambéry oder Kathedrale St. Franz von Sales (französisch Cathédrale Saint-François-de-Sales de Chambéry) ist eine römisch-katholische Kirche in Chambéry (Frankreich). Die Kathedrale des Erzbistums Chambéry ist dem heiligen Franz von Sales gewidmet und trägt den Titel einer Basilica minor.

## Geschichte
Die Kirche wurde im 15. Jahrhundert als Kirche des benachbarten Franziskanerklosters errichtet und 1488 geweiht. Auf dem sumpfigen Gelände erfolgte die Gründung auf 30.000 Lärchenholz-Pfählen. Mit Errichtung des Bistums durch Papst Pius VI. wurde die Kirche am 18. August 1779 zur Kathedrale erhoben. 1801 erfolgte die Weihe an Franz von Sales. In der Kirche stimmte die Savoyer Nationalversammlung 1789 im Zuge der Französischen Revolution nach der Besetzung durch französische Truppen für einen Beitritt zu Frankreich. Die Kathedrale wurde in der Revolution  weitgehend ausgeräumt, der Innenraum wurde im frühen 19. Jahrhundert vollständig restauriert. 1874 erhielt die Kathedrale durch Papst Pius IX. zusätzlich den Titel einer Basilica minor verliehen. 1906 wurde sie zum Monument historique erklärt.

## Architektur
Die dreischiffige Basilika ist 78 Meter lang, 34 Meter breit und 23 Meter hoch, der Kirchturm steht neben dem Chor. Die fünfseitige Apsis ist von einem Chorumgang umgeben. Der Altar stammt aus dem 17. Jahrhundert. Die Decken sind mit reich dekorierten Kreuzgewölben ausgestattet. Die Kathedrale besitzt das größte Ensemble der Trompe l'œil-Malerei in Europa mit fast 6000 m², geschaffen im 19. Jahrhundert durch die Künstler Sevesi und Vicario. Im Boden aus dem 17. Jahrhundert wurde 1860–1870 im Mittelgang ein 35 Meter langes Labyrinthmuster angelegt und 1989 erneuert. Von den Seitenschiffen gehen 14 Kapellen ab, deren Fenster fast alle 1860–1876 von dem Schweizer Glasermeister Laurent Gsell geschaffen wurden.
Über den anschließenden Kreuzgang ist das Heimatmuseum Musée savoisien in dem ehemaligen Franziskanerkloster aus dem 17. Jahrhundert angeschlossen. Es zeigt die kulturelle Geschichte Savoyens.

## Ausstattung

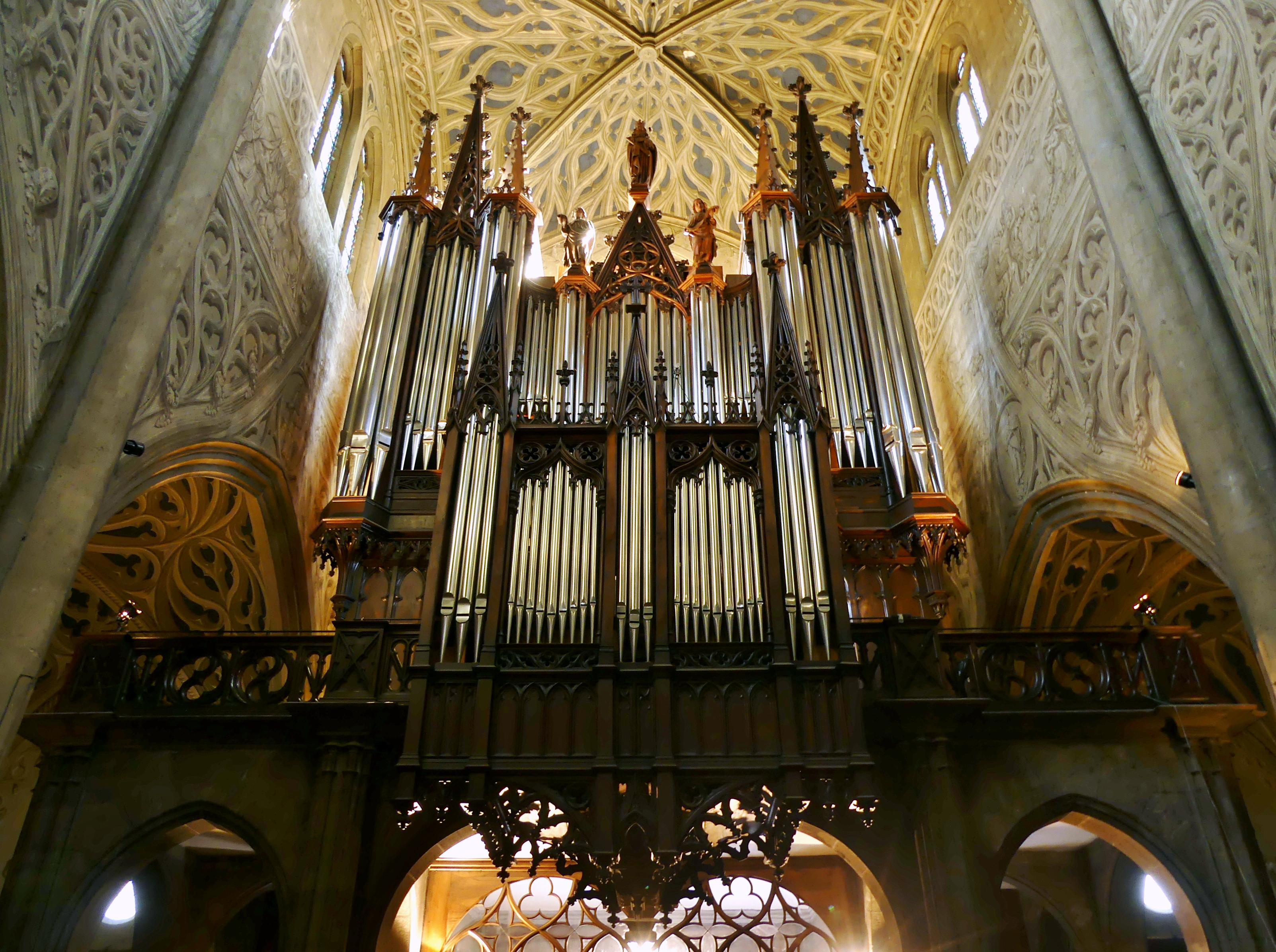
Orgelprospekt mit Rückpositiv

Die Orgel mit mehr als 2800 Pfeifen wurde 1847 von dem aus Lyon stammenden Orgelbauer Augustin Zeiger erbaut und steht unter Denkmalschutz. Sie wurde 2004 durch den Orgelbauer Pascal Quoirin restauriert.
| I Positif C–g3  |        |
| Montre          | 08′    |
| Bourdon         | 08′    |
| Salicional      | 08′    |
| Flute en bois 0 | 08′    |
| Prestant        | 04′    |
| Flageolet       | 04′    |
| Nazard          | 02 ⁄3′ |
| Doublette       | 02′    |
| Plein jeu V     |        |
| Trompette       | 08′    |
| Clairon         | 04′    |
| Cromorne        | 08′    |

| II Grand Orgue C–g3 |     |
| Montre              | 16′ |
| Bourdon             | 16′ |
| Montre              | 08′ |
| Bourdon             | 08′ |
| Gambe               | 08′ |
| Flute en bois       | 08′ |
| Prestant            | 04′ |
| Flute ouverte       | 04′ |
| Doublette           | 02′ |
| Sifflet             | 01′ |
| Plein jeu V         |     |
| Cornet V            |     |
| Bombarde            | 16′ |
| Trompette           | 08′ |
| Basson              | 08′ |
| Clairon             | 04′ |

| III Récit C–g3   |     |
| Voix angélique   | 08′ |
| Voix céleste     | 08′ |
| Flute harmonique | 08′ |
| Bourdon          | 08′ |
| Flute octaviante | 04′ |
| Octavin          | 02′ |
| Carillon II-III  |     |
| Basson           | 16′ |
| Trompette        | 08′ |
| Hautbois         | 08′ |
| Voix humaine     | 08′ |
| Trémolo          |     |

| Pédale C–g1    |     |
| Contrebasse    | 16′ |
| Bourdon        | 16′ |
| Flute          | 08′ |
| Violoncelle    | 08′ |
| Flute          | 04′ |
| Flute          | 02′ |
| Contrebasson 0 | 32′ |
| Bombarde       | 16′ |
| Trompette      | 08′ |
| Clairon        | 04′ |

- Koppeln: I/II, III/I, III/II, I/P, II/P, III/P